# Karin Schubert (Moderatorin)
Karin Schubert (* 3. November 1967 in Würzburg) ist eine deutsche Moderatorin und Theaterschauspielerin.

## Leben
Im Alter von vier Jahren begann Karin Schubert mit Ballettunterricht und zeigte Begabung für das Tanzen. Sie sang im Kinderchor, lernte Blockflöte und Klavier und wechselte später auf das musische Gymnasium. Nach dem Abitur studierte Schubert Germanistik, Politische Wissenschaft und Philosophie in Würzburg und München. Beruflich entschied sie sich danach für den künstlerischen Bereich und begann für lokale Rundfunk- und Fernsehstationen zu arbeiten. Nebenbei tanzte sie Turniere und spielt kleinere Rollen in Operetten und Musicals.
Es folgte eine Hospitanz beim ZDF und die erste Redaktionsassistenz beim Bayerischen Rundfunk im Bereich Unterhaltung/Spiele. In der folgenden Zeit moderierte sie die Sendungen Bayern live – der Norden, später auch Abendschau Franken und heute Frankenschau aktuell im BR Fernsehen. Weitere Sendeformate wie die Benefiz-Gala Sternstunden, das Mittagsmagazin Espresso und das Nachmittagsmagazin Wir in Bayern folgten. Neben ihrer Arbeit beim Fernsehen arbeitete Karin Schubert weiter beim Radio. Für den Bayerischen Rundfunk moderierte sie unter anderem die Nachmittagssendung Bayern 1 Café und das Regionalmagazin Treffpunkt Franken auf Bayern 1. Auf BR Heimat moderiert sie unter anderem den Heimatspiegel und Fränkisch vor 7. Zudem übernahm sie als Sprecherin verschiedene Programmansagen für den Sender. Auf BR Schlager moderiert sie regelmäßig den "BR Schlager Brunch" und den "Wunschsonntag". Zusätzlich moderierte sie auch auf Messen, Modeschauen und Kongressen. Weiterhin beteiligt sie sich an Benefiz-Aktionen und unterstützt vor allem Sternstunden, eine Aktion des Bayerischen Rundfunks. Auch ihre künstlerischen und sportlichen Vorlieben pflegt Karin Schubert weiter, unter anderem als Musical-Darstellerin oder als Faschingsprinzessin. Karin Schubert betreibt Karate und zählt Yoga, Inline-Skaten, Joggen und Fahrradfahren zu ihren sportlichen Hobbys.